# Adam Brown (acteur)
Adam Brown (Hungerford, 29 mei 1980) is een Britse acteur.

## Biografie
Brown studeerde af in de "Performing Arts" aan de Middlesex University. In het Verenigd Koninkrijk speelde hij mee in verschillende theaterstukken van 'Plested and Brown', waar hij medeoprichter van is. Internationaal werd hij bekend door zijn rol als de dwerg Ori in de Hobbitfilms van Peter Jackson.

## Filmografie

### Films
| Jaar | Film                                             | Rol     | Opmerking |
| ---- | ------------------------------------------------ | ------- | --------- |
| 2012 | The Hobbit: An Unexpected Journey                | Ori     |           |
| 2013 | The Hobbit: The Desolation of Smaug              | Ori     |           |
| 2013 | Minimus                                          | Minimus | Kortfilm  |
| 2014 | The Hobbit: The Battle of the Five Armies        | Ori     |           |
| 2017 | Pirates of the Caribbean: Dead Men Tell No Tales | Cremble |           |

### Televisie
| Jaar | Serie         | Rol           | Opmerking |
| ---- | ------------- | ------------- | --------- |
| 2009 | ChuckleVision | Oswald Potter |           |